# Hermenegildo Galeana, Macuspana
Hermenegildo Galeana är en ort i Mexiko.   Den ligger i kommunen Macuspana och delstaten Tabasco, i den sydöstra delen av landet, 700 km öster om huvudstaden Mexico City. Hermenegildo Galeana ligger 13 meter över havet och antalet invånare är 508.
Terrängen runt Hermenegildo Galeana är mycket platt. Runt Hermenegildo Galeana är det ganska tätbefolkat, med 67 invånare per kvadratkilometer. Närmaste större samhälle är Macuspana, 19,1 km sydväst om Hermenegildo Galeana. Trakten runt Hermenegildo Galeana består till största delen av jordbruksmark.